# ستان أندرسون (لاعب كرة قدم)
ستان أندرسون (بالإنجليزية: Stan Anderson)‏ (22 يونيو 1939 في المملكة المتحدة - 3 ديسمبر 1997) هو مدرب كرة قدم ولاعب كرة قدم بريطاني في مركز نصف الجناح. لعب مع كوين أوف ساوث ونادي رينجرز وهاميلتون أكاديميكال ونادي كلايد.